# Cchao Ťia-i
Cchao Ťia-i (čínsky pchin-jinem Cáo Jiāyí, znaky tradiční 曹家怡, používá přepis Tsao Chia-yi; * 2. prosince 2003 Nová Tchaj-pej) je tchajwanská profesionální tenistka. Ve své dosavadní kariéře na okruhu WTA Tour vyhrála jeden turnaj ve čtyřhře. V sérii WTA 125 vybojovala jednu deblovou trofej. V rámci okruhu ITF získala čtrnáct titulů ve čtyřhře.
Na žebříčku WTA byla ve dvouhře nejvýše klasifikována v říjnu 2023 na 464. místě a ve čtyřhře v červenci 2024 na 135. místě.
Tchaj-wan reprezentuje na Letních olympijských hrách 2024 v Paříži, kde v ženské čtyřhře vytvořila pár s bývalou deblovou jedničkou Sie Šu-wej.

## Tenisová kariéra
Na okruhu WTA Tour debutovala říjnovou čtyřhrou Hong Kong Tennis Open 2023 z kategorie WTA 250, do níž nastoupila s Číňankou Tchang Čchien-chuej. V semifinále porazily druhé nasazené Lidziji Marozavovou s Katarzynou Piterovou. Ve finále pak  zdolaly turnajové trojky Oxanu Kalašnikovovou s Aljaksandrou Sasnovičovou. V závěrečném supertiebreaku přitom odvrátily od stavu míčů [6–9] tři mečboly v řadě. První účast na okruhu tak v 19 letech proměnila v titul. V následné deblové klasifikaci se jako 352. hráčka poprvé posunula do první světové dvoustovky, na 180. místo. Druhou čtyřhru na túře WTA odehrála s krajankou Sie Šu-wej na antukovém Livesport Prague Open 2024, kde se týden před pařížskou olympiádou sehrávaly na olympijskou deblovou soutěž.

## Finále na okruhu WTA Tour

### Čtyřhra: 1 (1–0)
| Legenda            |
| ------------------ |
| Grand Slam (0)     |
| Turnaj mistryň (0) |
| WTA 1000 (0)       |
| WTA 500 (0)        |
| WTA 250 (1–0)      |

| Stav    | č. | datum          | turnaj         | kategorie | povrch | spoluhráčka         | soupeřky ve finále                          | výsledek         |
| ------- | -- | -------------- | -------------- | --------- | ------ | ------------------- | ------------------------------------------- | ---------------- |
| Vítězka | 1. | 15. října 2023 | Hongkong, Čína | WTA 250   | tvrdý  | Tchang Čchien-chuej | Oxana Kalašnikovová Aljaksandra Sasnovičová | 7–5, 1–6, [11–9] |

## Finále série WTA 125

### Čtyřhra: 1 (1–0)
| Legenda       |
| ------------- |
| WTA 125 (1–0) |

| Stav    | č. | datum         | turnaj          | povrch | spoluhráčka          | soupeřky ve finále                   | výsledek |
| ------- | -- | ------------- | --------------- | ------ | -------------------- | ------------------------------------ | -------- |
| Vítězka | 1. | červenec 2024 | Båstad, Švédsko | antuka | Peangtarn Plipuečová | María Lourdes Carléová Julia Rierová | 7–5, 6–3 |

## Tituly na okruhu ITF
| Legenda         | Legenda         |
| --------------- | --------------- |
| Turnaje W100    | Turnaje W80     |
| Turnaje W75/W60 | Turnaje W50     |
| Turnaje W35/W25 | Turnaje W15/W10 |

### Čtyřhra (14 titulů)
| Č.  | datum         | turnaj               | kategorie | povrch  | spoluhráčka     | poražené finalistky                         | výsledek            |
| --- | ------------- | -------------------- | --------- | ------- | --------------- | ------------------------------------------- | ------------------- |
| 1.  | květen 2022   | Cancún, Mexiko       | W15       | tvrdý   | Saki Imamurová  | Melissa Moralesová Kirsten-Andrea Weedonová | 6–3, 6–1            |
| 2.  | září 2022     | Monastir, Tunisko    | W15       | tvrdý   | I Ja-sin        | Emilia Durská Camilla Zanoliniová           | 7–6(6), 6–4         |
| 3.  | září 2022     | Monastir, Tunisko    | W15       | tvrdý   | I Ja-sin        | Abigail Amosová Jaeda Danielová             | 6–0, 6–1            |
| 4.  | říjen 2022    | Monastir, Tunisko    | W15       | tvrdý   | I Ja-sin        | Priska Madelyn Nugrohová Wej S'-ťia         | 1–6, 6–1, [10–3]    |
| 5.  | říjen 2022    | Monastir, Tunisko    | W15       | tvrdý   | I Ja-sin        | Flavie Brugnoneová Stéphanie Visscherová    | 6–4, 6–0            |
| 6.  | říjen 2022    | Monastir, Tunisko    | W15       | tvrdý   | I Ja-sin        | Hanne Vandewinkelová Radka Zelníčková       | 6–2, 6–4            |
| 7.  | listopad 2022 | Monastir, Tunisko    | W15       | tvrdý   | Wu Fang-sien    | Kamilla Bartoneová Bojana Marinkovićová     | 6–0, 7–5            |
| 8.  | listopad 2022 | Monastir, Tunisko    | W15       | tvrdý   | Wu Fang-sien    | Anastasija Gurjevová Vlada Minčevová        | 6–3, 6–4            |
| 9.  | prosinec 2022 | Monastir, Tunisko    | W15       | tvrdý   | Wu Fang-sien    | Oana Gavrilăová Emilie Lindhová             | 6–4, 6–3            |
| 10. | březen 2023   | Hinode, Japonsko     | W15       | tvrdý   | Akari Inoueová  | Li Jü-jün Rinon Okuwakiová                  | 6–4, 6–7(5), [10–5] |
| 11. | červen 2023   | Tchaj-nan, Tchaj-wan | W25       | antuka  | Jang Ja-i       | Monique Barryová I Ja-sin                   | 6–2, 6–2            |
| 12. | září 2023     | Kjóto, Japonsko      | W25       | tvrdý   | Aoi Itóová      | Hiromi Abeová Anri Nagataová                | 6–2, 6–1            |
| 13. | březen 2024   | Solarino, Itálie     | W35       | koberec | Martyna Kubková | Katarina Kozarovová Veronika Mirošničenková | 6–4, 6–2            |
| 14. | duben 2024    | Kašiwa, Japonsko     | W50       | tvrdý   | Ankita Rainová  | Madeleine Brooksová Eudice Chongová         | 6–4, 6–4            |